# Strobilanthes viscosus
Strobilanthes viscosus är en akantusväxtart som först beskrevs av George Arnott Walker Arnott och Christian Gottfried Daniel Nees von Esenbeck, och fick sitt nu gällande namn av T. Anders.. Strobilanthes viscosus ingår i släktet Strobilanthes och familjen akantusväxter. Utöver nominatformen finns också underarten S. v. digitalis.